# یواس‌اس اوکالیپتوس (ای‌ان-۱۶)
یواس‌اس اوکالیپتوس (ای‌ان-۱۶) (به انگلیسی: USS Eucalyptus (AN-16)) یک کشتی بود که طول آن ۱۶۳ فوت ۲ اینچ (۴۹٫۷۳ متر) بود. این کشتی در سال ۱۹۴۱ ساخته شد.